# Parigi-Mantes-en-Yvelines
La Parigi-Mantes-en-Yvelines, nota fino al 2004 come Parigi-Mantes, è una corsa in linea di ciclismo su strada che si svolge nella regione dell'Île-de-France, in Francia, ogni anno nel mese di aprile. Inizialmente riservata ai soli ciclisti dilettanti, dal 2005 fa parte del circuito UCI Europe Tour come evento di classe 1.2.

## Albo d'oro
Aggiornato all'edizione 2021.

| Anno | Vincitore                             | Secondo                               | Terzo                                 |
| ---- | ------------------------------------- | ------------------------------------- | ------------------------------------- |
| 1945 | Émile Carrara                         | Henri Defraire                        | Roger Prevotal                        |
| 1946 | Jean Ferrand                          | Charles Coste                         | René Le Boulanger                     |
| 1947 | Louis Longo                           | Jean Baldassari                       | Guy Solente                           |
| 1948 | Roger Hureaux                         | Jacques Prevotal                      | Marcel Charpentier                    |
| 1949 | Nello Sforacchi                       | Marcel Ranc                           | Jean Mazzoleni                        |
| 1950 | Valentin Gerussi                      | René Cador                            | André Vagner                          |
| 1951 | Jacques Decroix                       | Kresiak                               | Bernard Bourgeot                      |
| 1952 | Maurice Le Boulch                     | Jacques Bunel                         | Michel Bon                            |
| 1953 | Gérard Pujol                          | Marcel Michel                         | Georges Roux                          |
| 1954 | Pierre Brun                           | Charles Lajoie                        | Michel Vermeulin                      |
| 1955 | Orphée Meneghini                      | Pierre Brun                           | André Alvarez                         |
| 1956 | Non disputata                         | Non disputata                         | Non disputata                         |
| 1957 | René Pavard                           | Peynaud                               | Jean-Claude Lecante                   |
| 1958 | Claude Omnes                          | Gilbert Lasseron                      | Robert Sciardis                       |
| 1959 | Alain Le Grèves                       | Claude Delamain                       | Azevedo Maia                          |
| 1960 | Bernard Launois                       | Henri Duez                            | Jacques Rebiffe                       |
| 1961 | Bernard Brian                         | Aimé Le Gouallec                      | Jean-Pierre Van Haverbeke             |
| 1962 | Pierre Martin                         | John Geddes                           | Jean Hoffmann                         |
| 1963 | Jean Arze                             | Aimable Denhez                        | Pierre Jacquelot                      |
| 1964 | Michel Goeury                         | Byers                                 | Hinault                               |
| 1965 | Bernard Guyot                         | Jean-Claude Maroilleau                | Jean-Pierre Puccianti                 |
| 1966 | Christian Moreau                      | Jean-Pierre Puccianti                 | Jean Croquison                        |
| 1967 | Robert Bouloux                        | Mohamed El Gourch                     | Gérard Demont                         |
| 1968 | Francis Perez                         | Henk Hiddinga                         | Jean-Jacques Cornet                   |
| 1969 | Gérard Briend                         | Bernard Dupuch                        | Jackie Quentin                        |
| 1970 | Paul-Louis Combes                     | Alain Racape                          | Jean-Claude Blocher                   |
| 1971 | Régis Ovion                           | André Corbeau                         | Paul-Louis Combes                     |
| 1972 | Patrick Beon                          | Jacques Boulas                        | Rachel Dard                           |
| 1973 | Michel Demore                         | Alain Meslet                          | Marc Merdy                            |
| 1974 | Hubert Linard                         | Bernard Vallet                        | Jean Chassang                         |
| 1975 | Rachel Dard                           | Gérard Colinelli                      | Michel Herbault                       |
| 1976 | José Beurel                           | Michel Herbault                       | Jean-Luc Blanchardon                  |
| 1977 | Didier Bourrier                       | Jean-Pierre Bouteille                 | Marc Merdy                            |
| 1978 | Denis Bonnin                          | Carbonnier                            | Bernard Pineau                        |
| 1979 | Hervé Desriac                         | Philippe Badouard                     | Plaut                                 |
| 1980 | Philippe Badouard                     | Stephen Roche                         | Hans-Henrik Ørsted                    |
| 1981 | Alain Gallopin                        | Fabien De Vooght                      | Laurent Fignon                        |
| 1982 | Philippe Lauraire                     | Thierry Barrault                      | Franck Pineau                         |
| 1983 | Philippe Bouvatier                    | Laurent Eudeline                      | Bruno De Santi                        |
| 1984 | François Lemarchand                   | Alain Leigniel                        | Thierry Casas                         |
| 1985 | Bruno Huger                           | Thierry Casas                         | Stéphane Guay                         |
| 1986 | Claude Carlin                         | Marc Poncel                           | Philippe Goubin                       |
| 1987 | Wayne Bennington                      | Hervé Desriac                         | Franck Petiteau                       |
| 1988 | Gérard Aviegne                        | Pascal Rota                           | Thierry Dupuy                         |
| 1989 | Henryk Krawczyk                       | Richard Virenque                      | René Foucachon                        |
| 1990 | André Urbanek                         | Jean-Philippe Dojwa                   | Jean-Cyril Robin                      |
| 1991 | Slawomir Krawczyk                     | Denis Moretti                         | Jérôme Gourgousse                     |
| 1992 | Jaan Kirsipuu                         | Lauri Aus                             | Conor Henry                           |
| 1993 | Gilles Bouvard                        | Bernard Jousselin                     | Franck Morelle                        |
| 1994 | Christophe Moreau                     | Thierry Ferrer                        | Gilles Maignan                        |
| 1995 | Eric Frutoso                          | Pierrick Gillereau                    | Vincent Templier                      |
| 1996 | Bruno Boscardin                       | Pascal Peyramaure                     | Thierry Marichal                      |
| 1997 | Jaan Kirsipuu                         | Stéphane Barthe                       | Damien Nazon                          |
| 1998 | Lénaïc Olivier                        | Ludovic Martin                        | Cédric Loue                           |
| 1999 | Grégory Lapalud                       | Cédric Vanoverschelde                 | Grégory Faghel                        |
| 2000 | David Krupa                           | Grégory Faghel                        | Jérôme Bouchet                        |
| 2001 | Jérôme Pineau                         | Jurij Krivcov                         | Lukasz Bodnar                         |
| 2002 | Ryder Hesjedal                        | Rony Martias                          | Lukasz Bodnar                         |
| 2003 | Serge Canouet                         | Benoit Geoffroy                       | Cyril Lemoine                         |
| 2004 | William Bonnet                        | Dominique Rollin                      | Fabrice Jeandesboz                    |
| 2005 | Maxime Méderel                        | Jonathan Hivert                       | Renaud Pioline                        |
| 2006 | Aleksandr Serov                       | Thierry David                         | Alexandre Sabalin                     |
| 2007 | Niels Brouzes                         | Maxime Méderel                        | Mathieu Drujon                        |
| 2008 | Florian Morizot                       | Guillaume Blot                        | Mathieu Simon                         |
| 2009 | Pierre Drancourt                      | Hannes Blank                          | Benjamin Giraud                       |
| 2010 | Yoann Bagot                           | Jérémy Ortiz                          | Pierre Drancourt                      |
| 2011 | Pierre Drancourt                      | Johan Le Bon                          | Jean-Marc Bideau                      |
| 2012 | Alex Meenhorst                        | Romain Matheou                        | Florian Bissinger                     |
| 2013 | Nicolas Baldo                         | Benoît Daeninck                       | Gert Lodewijks                        |
| 2014 | David Menut                           | Cyrille Patoux                        | Romain Combaud                        |
| 2015 | Nicolas Baldo                         | Erwann Corbel                         | Romain Barroso                        |
| 2016 | Paul Ourselin                         | Ronan Racault                         | Mickaël Guichard                      |
| 2017 | Fabien Canal                          | Clement Patat                         | Clément Penven                        |
| 2018 | Gianni Marchand                       | Baptiste Constantin                   | Florian Maitre                        |
| 2019 | non disputata                         | non disputata                         | non disputata                         |
| 2020 | annullata per la pandemia di COVID-19 | annullata per la pandemia di COVID-19 | annullata per la pandemia di COVID-19 |
| 2021 | Maxime Jarnet                         | Hugo Theot                            | Jacques Lebreton                      |